# Goudstuitslurfhondje
Het goudstuitslurfhondje of geelstuitolifantspitsmuis (Rhynchocyon chrysopygus) is een springspitsmuis uit het geslacht der slurfhondjes dat voorkomt aan de oostkust van Kenia. Zijn leefgebied is klein en verbrokkeld en het dier wordt bedreigd door de jacht en de vernietiging van zijn habitat. Het is een groot slurfhondje met een amber- en goudkleurig lichaam, zwarte voeten en oren en een zwart met witte staart. Het leeft in monogame paren in territoria en eet ongewervelden. De wetenschappelijke naam van de soort werd voor het eerst geldig gepubliceerd door Albert Günther in 1881.

## Ontdekking en naamgeving
Het goudstuitslurfhondje werd in 1881 voor het eerst wetenschappelijk beschreven door de Duitse zoöloog Albert Günther met als typelocatie "Mombassa". Oldfield Thomas plaatste de soort in 1918 in een eigen geslacht, Rhinonax, op basis van het behoud van rudimentaire snijtanden in de bovenkaak, maar dit aparte geslacht werd verder niet geaccepteerd. In hun taxonomische studie van de springspitsmuizen (1968) bevestigden Corbet en Hanks de status van het goudstuitslurfhondje als aparte soort, maar Jonathan Kingdon plaatste de soort in 1974 als een ondersoort van het gevlekte slurfhondje op basis van vermeende tussenvormen tussen de drie erkende soorten slurfhondjes. Ook dit voorstel werd echter niet geaccepteerd. Tegenwoordig wordt het goudstuitslurfhondje algemeen geaccepteerd als een aparte soort die uitsluitend aan de kust van Kenia voorkomt.
De wetenschappelijke naam Rhynchocyon chrysopygus bestaat, zoals gebruikelijk is in de zoölogische nomenclatuur, uit een geslachts- en een soortnaam. De geslachtsnaam, Rhynchocyon, is in 1847 door de Duitse bioloog Wilhelm Peters voorgesteld en betekent "neushond" (ῥύγχος rhynchos is het Oudgriekse woord voor "snavel", κύων kyoon dat voor "hond"). De soortnaam, chrysopygus, is een combinatie van de Griekse woorden χρύσεος "van goud" en πυγή "romp, achterwerk" en betekent dus "met gouden romp", een verwijzing naar de kleur van het achterlijf.

## Beschrijving
Net als andere slurfhondjes heeft het goudstuitslurfhondje een ronde rug, die achteraan hoger is dan bij de schouders, en een smal hoofd, dat uitloopt in een lange neus. De kleine mond ligt ver naar achteren. Het dier heeft relatief grote ogen en oren. De oorschelp is naakt. De staart is ongeveer even lang als het lichaam en bedekt met fijne haren. Onder de staart bevindt zich een klier die waarschijnlijk de doordringende geur van het dier veroorzaakt. Het goudstuitslurfhondje heeft twee paren van melkklieren, die zich op het achterlijf bevinden.
De vacht is fijn, hard en glad, maar jonge dieren hebben een minder glad haarkleed. Tussen de oren en de schouders bevindt zich een kort stuk langere vacht. Het lichaam is amberkleurig, op een grote goudkleurige vlek op het achterlijf na, die uit langere en fijnere haren bestaat. Onder deze vlek bevindt zich een dikkere huid (bij mannetjes tot drie keer zo dik als de normale huid), die het dier mogelijk beschermt tegen verwondingen door soortgenoten. De poten, voeten, oren en staart zijn zwart, op het derde deel van de staart bij de punt na; de punt zelf is echter zwart.
Na Rhynchocyon udzungwensis is het goudstuitslurfhondje de grootste springspitsmuis ter wereld. De totale lengte bedraagt gemiddeld 526 mm, de staartlengte 243 mm, de achtervoetlengte 74 mm en de oorlengte 34 mm. Het enige kenmerk waar seksueel dimorfisme optreedt is de lengte van de hoektand, die bij mannetjes gemiddeld 6,6 mm, maar bij vrouwtjes gemiddeld 4,6 mm bedraagt.
De schedel is van boven gezien driehoekig van vorm en bevat een opvallend opgezwollen neurocranium en een smalle bek. De bullae zijn groot en verbeend. De tandformule bedraagt 0-2.1.4.23.1.4.2; in totaal heeft het dier dus 34 tot 38 tanden. De belangrijkste kenmerken van het gebit zijn de afwezige of rudimentair aanwezige snijtanden in de bovenkaak, de gegroefde snijtanden in de onderkaak, grote hoektanden, afwezigheid van een diasteem (gat tussen de tanden) en de toenemende complexiteit van de valse kiezen en kiezen van voor naar achter. Het dier heeft zeven hals-, dertien borst-, acht lende-, drie heiligbeen- en achtentwintig staartwervels. De eerste heiligbeenwervel is vergroeid met het darmbeen. De voor- en achtervoeten zijn sterk gespecialiseerd. De duim en de grote teen ontbreken en de derde vinger en teen zijn het langste. De vingers en tenen dragen lange, gekromde klauwen.

## Verwantschappen
Het goudstuitslurfhondje behoort tot de orde der springspitsmuizen, die samen met onder andere de slurfdieren, zeekoeien, buistandigen en goudmollen de Afrotheria vormt, een groep voornamelijk Afrikaanse zoogdieren waarvan de verwantschap vooral door genetische gegevens wordt ondersteund. De springspitsmuizen zijn als fossiel vanaf het Eoceen bekend. Binnen deze orde behoort het dier tot de slurfhondjes, het meest afwijkende geslacht van de levende springspitsmuizen, die fossiel vanaf het Mioceen voorkomen. Er bestaan nog drie andere soorten, Rhynchocyon udzungwensis, het gevlekt slurfhondje en het steppeslurfhondje, allemaal uit Oost-Afrika, maar het is niet bekend welke daarvan het nauwste verwant is aan het goudstuitslurfhondje.

## Verspreiding en ecologie
Het goudstuitslurfhondje komt voor in een smalle strook langs de kust van Kenia, tot op 30 m hoogte, van de rivier Kombeni in de Rabai-heuvels bij Mombassa in het zuiden tot het bos Boni, ten noorden van de rivier Tana, in het noorden. Het dier leeft in dicht en vochtig bos, open bos en struiklandschappen. Het dier komt niet voor in de bossen langs de Tana en het droge struiklandschap tussen de Tana en de Galana. Deze bossen zijn relatief open en zijn op de grond bedekt met een dikke laag bladeren.
Het leefgebied van het goudstuitslurfhondje is aan het verdwijnen doordat het land voor landbouw en plantages wordt gebruikt. De belangrijkste overgebleven populatie is die in de bossen rondom en in het Nationaal park Arabuko Sokoke (372 km², waar de geschatte populatiegrootte in 1996 14.000 bedroeg, een afname van 6.000 sinds 1993. Daarnaast komt het dier in een aantal kleinere stukken bos voor; veel daarvan zijn kaya's, die door de Mijikenda als heilig worden beschouwd. Verder komt het dier in Boni (133 km²) en omliggende stukken bos voor, maar over de status van de soort daar is weinig bekend. De totale populatie wordt geschat op 20.000 (1994).
Het dier wordt gegeten door roofvogels en slangen, vooral het jong. Het wordt geparasiteerd door teken, waaronder nimfen van Rhipicephalus en Ambyomma en volwassen dieren en nimfen van Haemophysalis en Ixodes. Twee soorten vliegen uit het geslacht Chimaeropsylla komen in Oost-Afrika slechts bij springspitsmuizen voor. In de regentijd wordt het dier gevolgd door een groep muskieten, waarschijnlijk uit de geslachten Aedes en Eretmopodites, die het achterlijf en de staart bijten.

## Gedrag en voortplanting
Het goudstuitslurfhondje is overdag actief en leeft uitsluitend op de grond. Het brengt de nacht door in een nest, dat meestal 's ochtends wordt gebouwd en waar het dier steeds een tot drie nachten in doorbrengt. Het bestaat uit een ondiep gat in de grond dat met de voorpoten wordt uitgegraven, waaromheen enkele lagen bladeren worden aangebracht. Het dak bestaat uit droge bladeren. Het nest heeft een diameter van ongeveer 30 cm en een hoogte van 10 cm. Het kost een goudstuitslurfhondje rond de twee uur om een nest te bouwen. Wanneer het dier wordt verstoord, gaat het stokstijf staan tot het gevaar voorbij is. Wanneer het verder wordt verstoord, loopt het weg terwijl het elke een à drie seconden luid met zijn staart op de grond slaat. Wanneer het gevaar groter is, vlucht het weg, waarbij het door met zijn achterpoten de grond te raken een karakteristiek geluid produceert.
Goudstuitslurfhondjes vormen permanente monogame paartjes die slechts van samenstelling veranderen wanneer een dier sterft en die elk een eigen territorium hebben, dat gemiddeld 1,6 ha groot is. Als een dier een indringer in zijn territorium ontdekt, nadert hij hem langzaam, af en toe met zijn staart op de grond slaande, waarna de indringer vlucht. De dieren rennen dan achter elkaar aan tot de indringer het territorium verlaat. Mannetjes vertonen meer territoriumdrift dan vrouwtjes. Het dier markeert zijn territorium met de klieren onder zijn staart; dit gebeurt niet op specifieke plaatsen, maar continu als het dier rondloopt. Alleen in zeer dichte vegetatie gebruikt het goudstuitslurfhondje specifieke paden om door zijn territorium te lopen.
Het goudstuitslurfhondje besteedt ongeveer tachtig procent van zijn tijd aan het zoeken naar voedsel. Dat doet het door langzaam rond te lopen, waarbij de neus wordt gebruikt om bladeren, takjes en boomschors om te keren en de voorvoeten om kleine gaten te graven en in de ondergrond te porren. Daarbij zoekt het dier naar zijn voedsel, dat uit allerlei ongewervelden bestaat. Kleiner voedsel, het grootste gedeelte van zijn dieet, wordt met een snelle haal van de lange tong opgegeten. Groter voedsel wordt ofwel met de voorvoeten vastgehouden en met de tanden in stukken gescheurd, ofwel in de mond gehouden en met de klauwen verscheurd. Het dieet omvat sprinkhanen, krekels, kevers, spinnen, duizendpoten, miljoenpoten, regenwormen, mieren en termieten, die, met uitzondering van giftige duizendpoten, in verhoudingen in de maag voorkomen die overeenstemmen met hun voorkomen in de bosbodem. De vogel Cossypha natalensis voedt zich met door het goudstuitslurfhondje achtergelaten stukken voedsel.
Een mannetje probeert af en toe met een vrouwtje te paren, maar het vrouwtje zal dat meestal afweren door weg te lopen. Vrouwtjes zijn niet agressief tegenover opdringerige mannetjes. Wanneer het vrouwtje bronstig is, wordt er wel gepaard, waarbij het mannetje het vrouwtje zo'n vijf keer bestijgt. Het vrouwtje is ongeveer 42 dagen drachtig, maar de tijd tussen twee geboortes bedraagt gemiddeld 81 dagen. Er wordt een enkel jong geboren, dat circa 80 g weegt en gedurende twee weken in het nest blijft. Wanneer het jong het nest verlaat en gespeend wordt, weegt het rond de 180 g. Het volgt het vrouwtje eerst steeds, maar wordt dan onafhankelijker, tot het na vijf dagen nauwelijks nog het gezelschap van het vrouwtje zoekt. Het blijft bij zijn ouders tot het een eigen territorium heeft, wat vijf tot twintig weken kan duren. In het wild kan het goudstuitslurfhondje vier à vijf jaar oud worden.

## Beschermingsstatus
Het goudstuitslurfhondje heeft de IUCN-status "bedreigd" (EN) met de criteria B1ab(iii) (verspreidingsgebied minder dan 5000 km², zeer gefragmenteerde verspreiding of voorkomen op minder van vijf plaatsen en gestage afname in de oppervlakte en/of de kwaliteit van de habitat). Buiten Arabuko-Sokoke wordt de soort vooral door verlies van zijn leefgebied bedreigd, doordat de laatste overgelegen kleine stukken bos die geschikt zijn voor het slurfhondje verdwijnen. In Arabuko-Sokoke vormen de houtkap en predatie door honden een bedreiging. Er zijn echter verschillende projecten voor de bescherming van Arabuko-Sokoke en ook in de andere gebieden wordt er aan de bescherming van het dier gewerkt.